# مری الیزابت ماهونی
مری الیزابت ماهونی (انگلیسی: Mary Eliza Mahoney؛ ‏ ۷ مهٔ ۱۸۴۵ – ۴ ژانویهٔ ۱۹۲۶) پرستار اهل ایالات متحده آمریکا بود. وی نخستین زن سیاه‌پوست در آمریکا بود که به‌طور حرفه‌ای در رشتهٔ پرستار تحصیل و کار کرد. در سال ۱۸۷۹ میلادی، وی نخستین سیاه‌پوستی بود که در ایالات متحده آمریکا از یک دانشکدهٔ پرستاری فارغ‌التحصیل شد.
نام وی در سال ۱۹۹۳ میلادی در فهرست تالار ملی مشاهیر زن قرار گرفت.

## برای مطالعهٔ بیشتر
- Darraj, Susan Muaddi (2009). Mary Eliza Mahoney and the Legacy of African-American Nurses. Chelsea House Publishers. ISBN 9781438107608.